# Wapen van Meerlo-Wanssum

Meerlo-Wanssum

Het wapen van Meerlo-Wanssum bestaat uit een combinatie van de oude wapens van Meerlo en Wanssum waarmee het wapen van de voormalige gemeente Meerlo-Wanssum werd samengesteld. De beschrijving luidt:
"Gedeeld : I in azuur de Heilige Johannes de Doper als herder, in natuurlijke kleur, gekleed van goud met een staf van hetzelfde, II in zilver een weegschaal van sabel; hartschild, in keel drie palen van paalvair en een schildhoofd van goud, beladen met een barensteel van sabel. Het schild gedekt met een gouden kroon van drie bladeren en twee paarlen."

## Geschiedenis
Johannes de Doper is de kerkheilige van Meerlo, afkomstig van het uit 1651 stammende wapen van Meerlo. Het hartschild is het verbeterde wapen van Wanssum. Dit heerlijkheidswapen, oorspronkelijk het wapen van het geslacht De Cocq van Haeften, werd door de voormalige gemeente Wanssum officieus gevoerd. Het wapen werd op 29 mei 1969 aan de voormalige gemeente Meerlo-Wanssum verleend. Op 1 januari 2010 fuseerde een gedeelte (Meerlo, Swolgen en Tienray) van de gemeente Meerlo-Wanssum samen met Horst aan de Maas en Sevenum tot een nieuwe gemeente; Horst aan de Maas. Er werden geen elementen overgenomen uit het wapen van Meerlo-Wanssum in de wapens van Horst aan de Maas en Venray.

## Verwante wapens

Wapen van Meerlo
Wapen van Wanssum
Wapen van Van Haeften (II)